# Can Rabella
Can Rabella és una masia de Molins de Rei (Baix Llobregat) inclosa a l'Inventari del Patrimoni Arquitectònic de Catalunya.

## Descripció
Masia de planta i pis, tancada per un barri. La planta baixa, amb portal adovellat, té una finestra a cada costat. Al pis es poden observar un balcó i dues finestres emmarcades amb pedra. Al mig de la façana hi ha un rellotge de sol i un nínxol amb una llosa que té la següent inscripció: "A LA BONA MEMÒRIA DE D. EMILI SELVA I RUBÍ. + EL 22 D'ABRIL DE 1915. SOS VIUDA I FILLA". La teulada és a dues aigües, perpendiculars a la façana. Dins el recinte del barri hi ha altres construccions pels animals i sota el mateix es troba el galliner.

## Història
La primera referència als Revella correspon a un document del 1325 quan es va fer l'ofrena de l'oli per l'església de Sant Bartomeu.